# Chris MacKintosh
Charles Ernest Whistler Christopher Mackintosh –conocido como Chris MacKintosh– (31 de octubre de 1903-12 de enero de 1974) fue un deportista británico que compitió en bobsleigh. Ganó una medalla de oro en el Campeonato Mundial de Bobsleigh de 1938, en la prueba cuádruple.

## Palmarés internacional
| Campeonato Mundial | Campeonato Mundial                | Campeonato Mundial | Campeonato Mundial |
| Año                | Lugar                             | Medalla            | Prueba             |
| ------------------ | --------------------------------- | ------------------ | ------------------ |
| 1938               | Garmisch-Partenkirchen (Alemania) | Medalla de oro     | Cuádruple          |